# Mala Bosna
Mala Bosna (srbsky Мала Босна, maďarsky Kisbosznia) je vesnice v severozápadní části Srbska, administrativně spadající pod město Subotica. Vesnice se nachází u hranice s Maďarskem, na silnici spojující Subotici se Somborem. V roce 2002 zde žilo 1245 obyvatel, počet obyvatel vsi od roku 1961 dlouhodobě klesá. Zhruba dvě třetiny obyvatel je chorvatské národnosti, čtrvtina bunjevské a zastoupeny jsou i další národnosti regionu.
Obec se rozkládá v rovinaté krajině a její uliční síť je uspořádána do pravidelného vzorce. Nachází se zde ambulance a fotbalové hřiště. Obec vznikla po první světové válce a založili ji kolonisté z oblasti dnešní Bosny a Hercegoviny. Stranou od středu obce stojí kostel Nejsvětější trojice. Dále zde stojí také základní škola Ivana Milutinoviće.